# Uccle
Uccle (prononciation : /ykl/, en néerlandais : Ukkel /ˈɵkəl/ ) est une commune belge, l'une des 19 communes bilingues de la région de Bruxelles-Capitale.
Elle compte 86 806 habitants, nommés les Ucclois, au 1er janvier 2024, selon la Direction générale statistique sur une superficie de 22,87 km2, soit une densité de 3 795,63 hab./km2.
Située au sud-ouest de Bruxelles, elle est réputée pour ses quartiers huppés (notamment aux alentours de l'avenue du Prince d'Orange) et ses espaces verts. La commune accueille également de nombreuses ambassades, principalement autour des avenues Winston Churchill et Molière, notamment l'Ambassade de Russie, avenue de Fré.

## Communes limitrophes
| Forest              | Ixelles                                            | Ville de Bruxelles  |
| Drogenbos (Flandre) | Uccle                                              | Watermael-Boitsfort |
| Beersel (Flandre)   | Rhode-Saint-Genèse (Flandre) - Linkebeek (Flandre) |                     |

## Histoire
La légende veut que la bourgade d'Uccle acquit un certain prestige en l'an 803, quand son église Saint-Pierre fut consacrée par le pape Léon III lors d'une cérémonie en présence de Charlemagne et de Gerbald, l'évêque de Liège. Notable en tout cas est que le comté d'Uccle faisait figure de capitale juridique de Bruxelles à l'époque carolingienne[réf. nécessaire].
Au cours des siècles suivants, plusieurs familles nobles importantes du Brabant y installèrent leur fief, dont les de Stalle, les Carloo, les Kinsendael, les Overhem et les Neckersgat. On trouve encore leurs noms dans la toponymie aux alentours des lieux où se dressaient leurs manoirs.
Le village de Woluesdal (puis Wolvendael), qui était situé au centre de la commune actuelle près du parc homonyme, apparaît pour la première fois dans un document de 1209. Aux environs de l'actuel parc Brugmann, le village de Boetendael (« Val des Pénitents ») vit en 1467 la fondation d'un large couvent franciscain voulu par Isabelle de Portugal, épouse d'un Philippe le Bon mourant. Au Moyen Âge et bien au-delà, l'économie locale restait cependant rurale et dépendante des produits forestiers.
C'est en 1795, sous l'occupation révolutionnaire française, qu'Uccle fusionna avec ses territoires voisins pour devenir une commune dotée d'un maire et d'une assemblée municipale. Pourtant, la construction d'un hôtel de ville dut attendre 1828 et la permission des autorités néerlandaises.
L'essor économique que vit Bruxelles au XIXe siècle permit à Uccle de voir sa population croître fortement comme elle était traversée par deux axes importants: la chaussée de Waterloo vers Charleroi (alors bassin minier) et la chaussée d'Alsemberg.
C'est ainsi qu'Uccle connut une grande prospérité, illustrée notamment par la construction d'un nouvel et plus grand hôtel de ville de 1872 à 1882. La commune bénéficiait alors d'un intérêt particulier de la part des familles aisées, qui y trouvaient le calme et des espaces verts non loin du centre-ville. Le banquier et philanthrope Georges Brugmann contribua considérablement à l'urbanisation d'Uccle à la fin de siècle, quand le rythme des constructions s'accélérait sans cesse. En moins de 200 ans, la commune passa d'environ 3 000 à 70 000 habitants.
Malgré l'avancée continue de la ville, Uccle a su, de par ses nombreux parcs, préserver ses principaux espaces naturels et même par endroits un caractère rural qui constitue son principal attrait jusqu'à ce jour[Quand ?]. Ses quartiers les plus prisés bordent les jardins de l'Observatoire Royal ou font face à la forêt de Soignes.

### La seigneurie de Stalle

Blason des seigneurs de Stalle

La première mention des seigneurs de Stalle date du XIIe siècle.
Les premiers seigneurs hauts-justiciers  furent :
- I. Henri de Stalle, chevalier, qui décéda avant 1357 ;
- II. Florent de Stalle, son fils, échevin de Bruxelles en 1319 et chevalier. Il avait épousé Dame Aleyde ;
- III. Florent de Stalle, chevalier et échevin de Bruxelles en 1357, membre des Lignages de Bruxelles. C'est lui qui, avec son frère Daniel, fonda la chapelle de Stalle et la dota de terres.

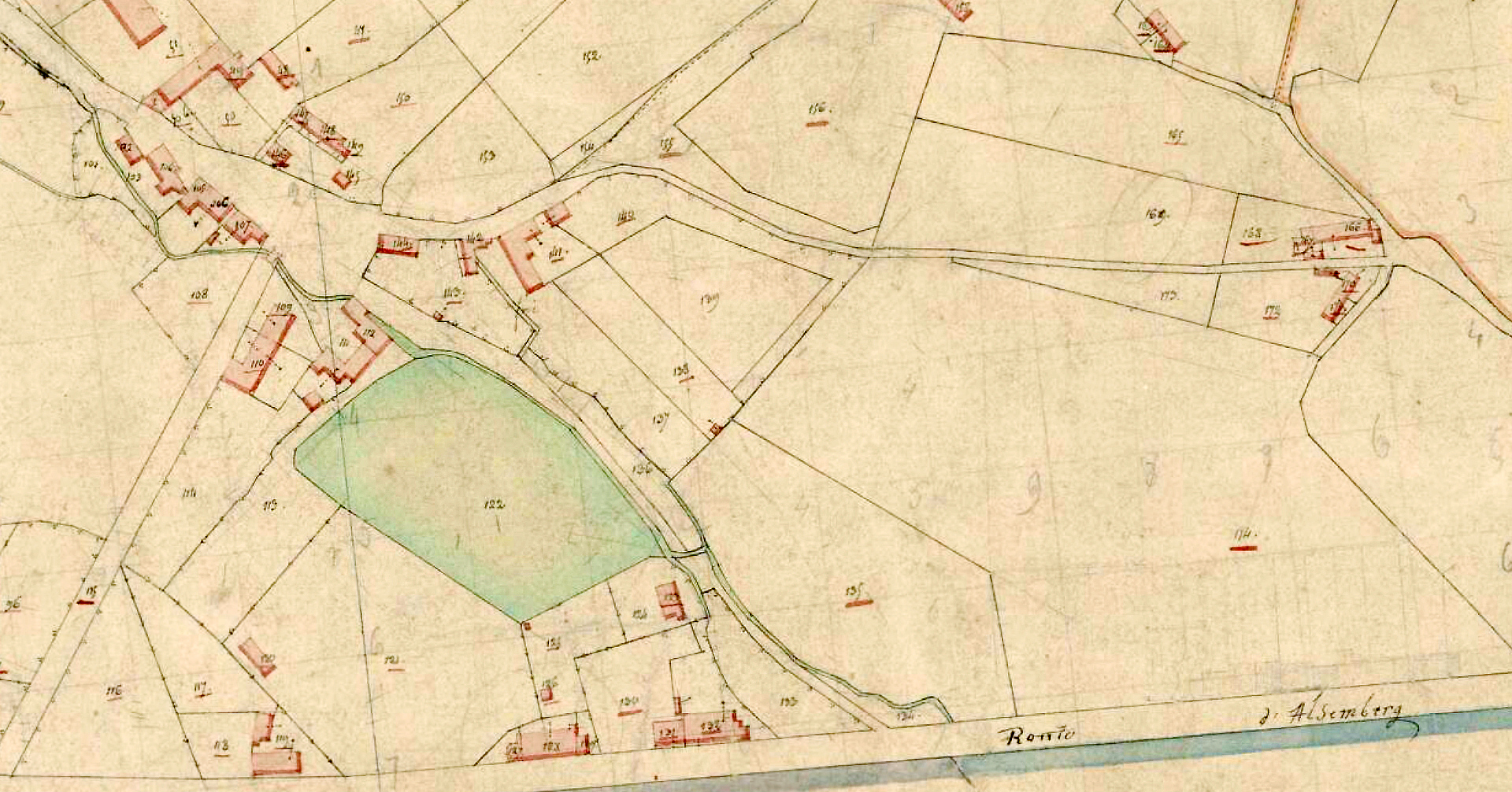
Uccle Stalle (1830-1834).

#### Fiefs dépendant de la seigneurie de Stalle
La seigneurie d'Overhem
Ce fief se situait entre le Dieweg et Stalle, avec manoir, moulin dit du Clipmolen, bois et prés. Toutefois, en 1465, Marguerite Hinckaert épouse de Louis de Mailly, obtint du souverain la réunion d'Overhem à la seigneurie de Stalle.
Le fief du Roetaert
Ce fief était situé à Neerstalle entre le bois de Kersbeek et l'Ukkelbeek. Sa superficie s'élevait à onze bonniers et demi de terres et prés avec le manoir du Roetaert.

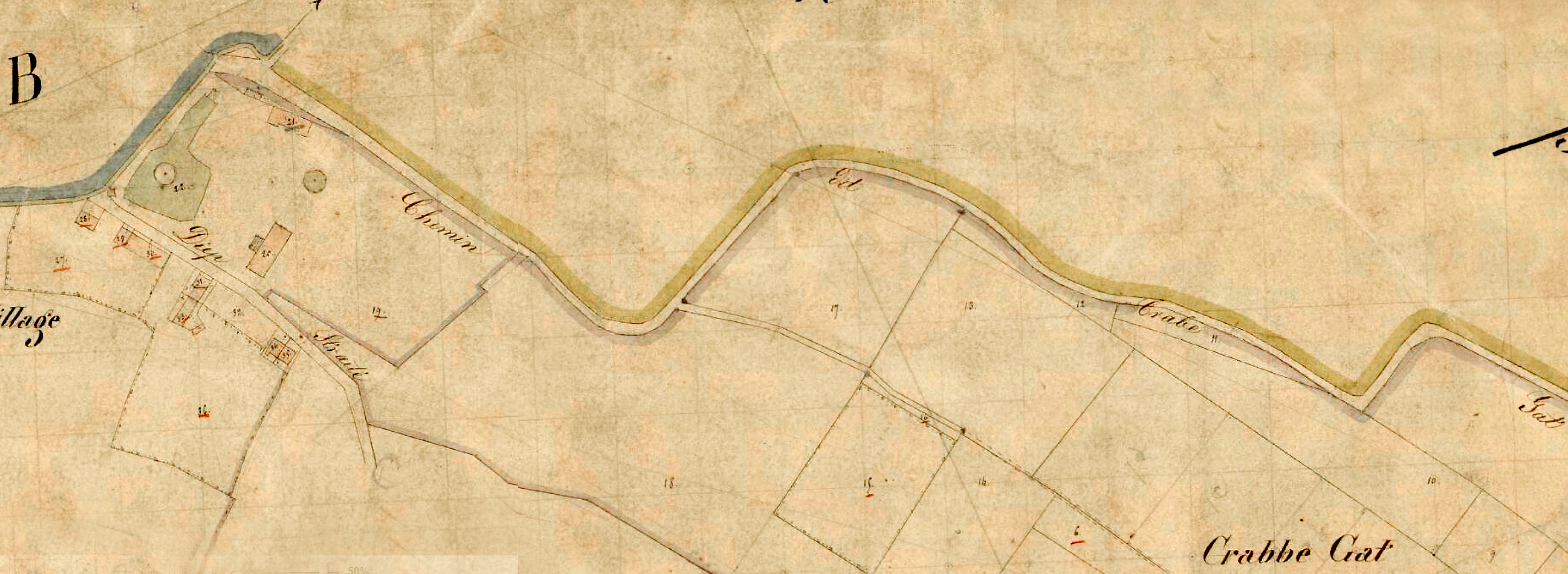
Uccle (1830-1834), Wolvendael Crabbegat, rue Rouge.

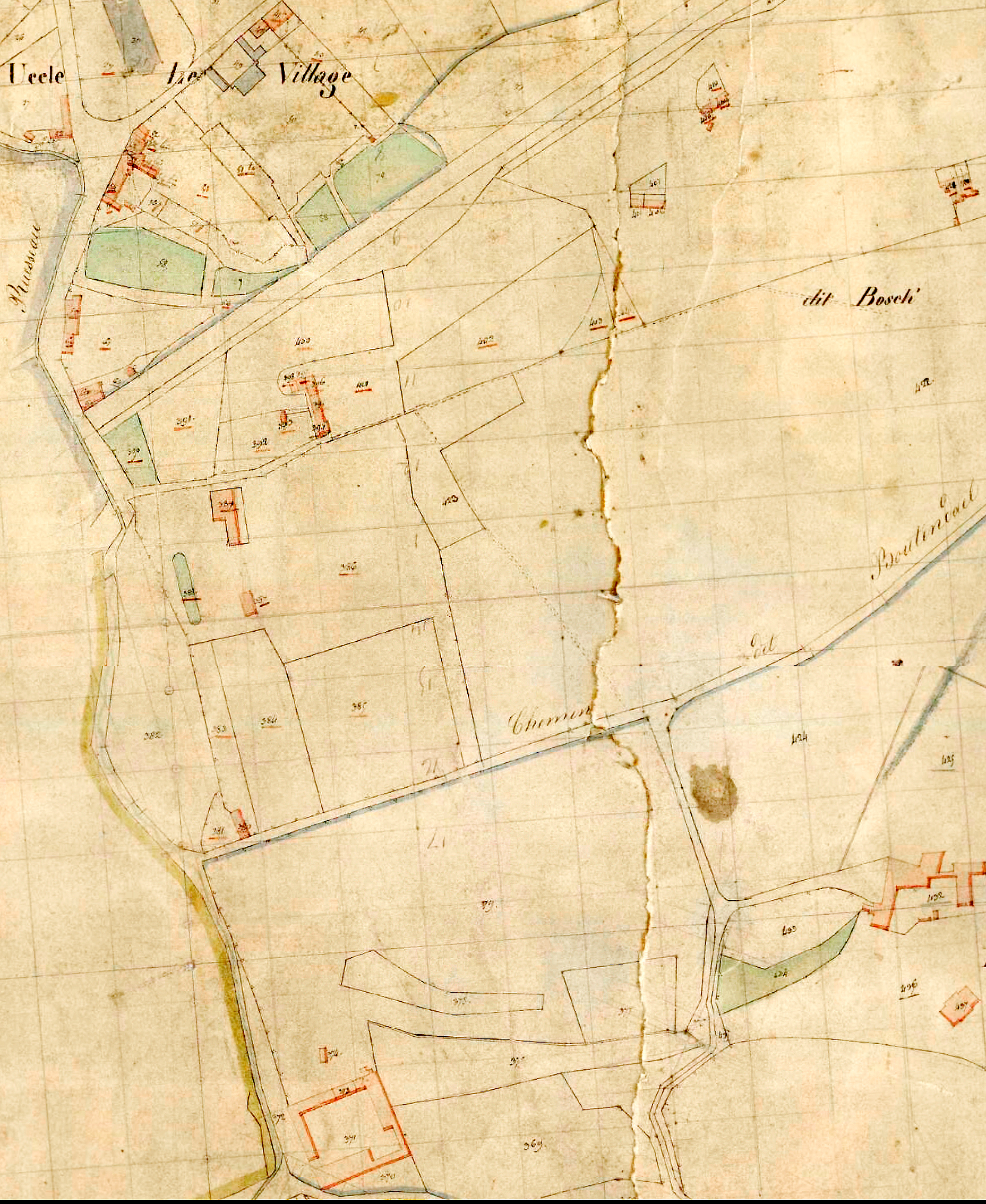
Uccle (1830-1834).

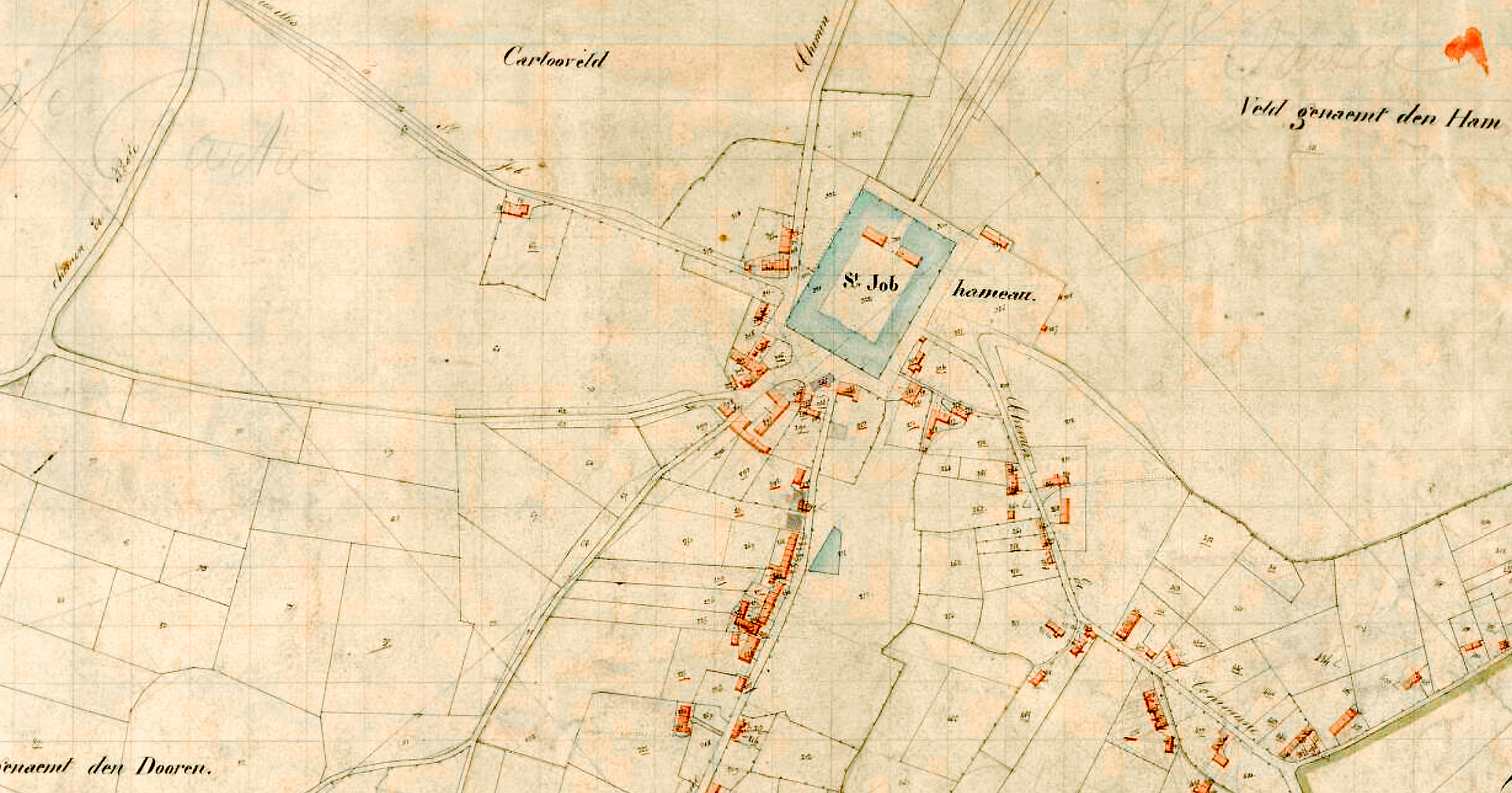
Uccle. St Job (1830-1834).

## Héraldique
|  | La commune possède des armoiries qui lui ont été octroyées le 28 juillet 1819. Elles montrent l'image de Saint Pierre, le saint-patron de la commune. Ce saint apparaît déjà sur un sceau du conseil local. Sur ce sceau, le saint était montré assis sur un trône. En 1913, le bourgmestre a essayé de les faire octroyer à nouveau par une voie correcte mais des nouvelles armoiries ont été octroyées restant pourtant les mêmes. Les couleurs sont les couleurs nationales du Royaume uni des Pays-Bas du fait que le bourgmestre de l'époque n'avait pas indiqué de couleurs. Les armoiries ont donc été octroyées sous les couleurs nationales de l'époque. Après l'indépendance de la Belgique, les couleurs n'ont pas été changées. Blasonnement : D'azur au Saint Pierre d'or. - Délibération communale : Décision du Conseil Suprême de Noblesse (Pays-Bas) - Arrêté royal : Cité dans un Arrêté royal du 3 juillet 1925 Source du blasonnement : Heraldy of the World. |

## Démographie

### Évolution de la population
| Habitants                       | 4 626  | 6 372  | 6 932  | 7 813  | 9 817  | 10 744 | 13 400 | 18 034 | 26 979 | 32 056 | 43 322 | 56 156 | 71 725 |  |
| Index                           | 100    | 137    | 150    | 169    | 212    | 232    | 290    | 390    | 583    | 693    | 936    | 1 214  | 1 550  |  |
| Année                           | 1970   | 1980   | 1990   | 2000   | 2010   | 2015   | 2018   | 2019   | 2020   | 2021   | 2022   | 2023   | 2024   |  |
| Habitants                       | 78 909 | 75 861 | 75 402 | 74 221 | 77 589 | 81 280 | 82 275 | 83 024 | 83 980 | 84 774 | 85 099 | 86 101 | 86 806 |  |
| Index                           | 1 706  | 1 640  | 1 630  | 1 604  | 1 677  | 1 752  | 1 779  | 1 789  | 1 808  | 1 829  | 1 873  | 1 853  | 1 876  |  |
| chiffres INS – 1830 = Index 100 |        |        |        |        |        |        |        |        |        |        |        |        |        |  |

Graphe de l'évolution de la population de la commune.
- Source: INS - De:1806 à 1981=recensement de la population au 31 décembre; depuis 1990= population au 1er janvier
- Source : DGS - Remarque: 1806 jusqu'à 1981=recensement; depuis 1990=nombre d'habitants chaque 1er janvier[2]

### Population étrangère
| Nationalité                                           | Population |
| France                                                | 10 000     |
| Italie                                                | 2 595      |
| Espagne                                               | 1 811      |
| Portugal                                              | 1 602      |
| Roumanie                                              | 1 271      |
| Pologne                                               | 1 217      |
| Allemagne                                             | 945        |
| Ukraine                                               | 906        |
| Pays-Bas                                              | 565        |
| Maroc                                                 | 546        |
| Source : IBSA Brussels, chiffres au 1er janvier 2024. |            |

## Relevés climatologiques depuis des siècles
À Uccle ont été effectués des relevés météo depuis 250 ans.
| Mois                                                            | jan.            | fév.            | mars           | avril                | mai                  | juin               | jui.              | août                        | sep.              | oct.            | nov.                 | déc.            | année                |
| --------------------------------------------------------------- | --------------- | --------------- | -------------- | -------------------- | -------------------- | ------------------ | ----------------- | --------------------------- | ----------------- | --------------- | -------------------- | --------------- | -------------------- |
| Température minimale moyenne (°C)                               | 0,8             | 0,6             | 3              | 4,9                  | 8,9                  | 11,6               | 13,7              | 13,4                        | 10,9              | 7,6             | 3,7                  | 2               | 6,8                  |
| Température minimale moyenne la plus basse (°C) année du record | −9,4 1/1838     | −10,9 2/1956    | −4,5 3/1845    | 0,7 4/1771           | 4,7 5/1876,5/1879    | 7,1 6/1823         | 9 7/1773,7/1774   | 8,7 8/1784                  | 6,2 9/1777,9/1822 | 2,4 10/1805     | −1,4 11/1858         | −8,8 12/1879    | 3,7 1805             |
| Température minimale moyenne la plus haute (°C) année du record | 5,6 1/2007      | 5,1 2/2002      | 6,4 3/1981     | 9,1 4/2011           | 11,7 5/2008          | 14,4 6/2003,6/2017 | 17,5 7/2006       | 16,1 8/1997                 | 14,6 9/2006       | 12,1 10/2001    | 8,1 11/1994,11/2009  | 8,2 12/2015     | 8,9 2014             |
| Température moyenne (°C)                                        | 3,2             | 3,6             | 6,5            | 9                    | 13,3                 | 15,8               | 18                | 18                          | 14,8              | 11              | 6,5                  | 4,3             | 10,4                 |
| Température maximale moyenne (°C)                               | 5,6             | 6,5             | 9,9            | 13,1                 | 17,7                 | 20                 | 22,3              | 22,4                        | 18,7              | 14,4            | 9,1                  | 6,5             | 13,9                 |
| Température maximale moyenne la plus basse (°C) année du record | −2,5 1/1838     | −1,9 2/1956     | 2,6 3/1845     | 9,5 4/1837,4/1970    | 13,7 5/1984          | 16,8 6/1805        | 17,8 7/1802       | 18,7 8/1816                 | 15,5 9/1912       | 9,7 10/1881     | 4,5 11/1858,11/1871  | −2,1 12/1879    | 11,1 1879            |
| Température maximale moyenne la plus haute (°C) année du record | 11,2 1/1796     | 11,6 2/1990     | 14,7 3/1938    | 20,5 4/2007          | 22,6 5/1947          | 25,9 6/1858        | 28,6 7/2006       | 28,5 8/1911                 | 24,3 9/1895       | 20,4 10/1921    | 12,8 11/1994,11/2015 | 11,7 12/2015    | 16,4 1921            |
| Record de froid (°C) date du record                             | −21,1 25/1881   | −18,3 7/1895    | −13,6 14/1845  | −5,7 5/1785          | −2,2 1/1782,8/1944   | 0,3 1/1936         | 4,4 1/1906,3/1921 | 3,9 30/1778,10/1784,11/1784 | 0 24/1931         | −6,8 28/1931    | −12,8 27/1890        | −17,7 9/1879    | −21,1 25/1/1881      |
| Température maximale la plus basse (°C) date du record          | −13,6 18/1838   | −11,1 1/1956    | −6 12/1845     | 0,5 5/1837           | 6,3 1/1907           | 9,7 7/1871,3/1991  | 12,1 11/1888      | 13,1 25/1931                | 8,5 27/1936       | 2 21/1817       | −5,7 27/1890         | −12,5 26/1798   | −13,6 18/1/1838      |
| Température minimale la plus haute (°C) date du record          | 11,8 10/2007    | 12,7 4/2004     | 13,9 27/2006   | 15,7 21/1968         | 19,5 27/1892,24/1922 | 23,9 18/2002       | 22,6 2/2015       | 23,1 19/2012                | 21,6 5/1949       | 17,4 7/2009     | 16,4 7/2015          | 13,5 8/2000     | 23,9 18/6/2002       |
| Record de chaleur (°C) date du record                           | 15,3 16/1947    | 20 29/1960      | 24,2 29/1968   | 28,7 17/1949,15/2007 | 34,1 24/1922         | 38,8 27/1947       | 39,7 25/2019      | 36,5 19/1932                | 34,9 4/1929       | 27,8 6/1921     | 21,1 1/2015          | 16,7 16/1989    | 39,7 25/7/2019       |
| Nombre de jours avec température minimale ≤ −10 °C              | 0,93            | 0,37            | 0,03           | 0                    | 0                    | 0                  | 0                 | 0                           | 0                 | 0               | 0                    | 0,1             | 1,43                 |
| Nombre de jours avec température minimale ≤ –5 °C               | 3,57            | 3               | 0,5            | 0                    | 0                    | 0                  | 0                 | 0                           | 0                 | 0               | 0,4                  | 1,4             | 8,87                 |
| Nombre de jours avec gel                                        | 11,57           | 11,09           | 6,43           | 1,7                  | 0,13                 | 0                  | 0                 | 0                           | 0                 | 0,3             | 5,57                 | 9,83            | 46,63                |
| Nombre de jours avec température maximale ≤ 0 °C                | 3,03            | 2,2             | 0,3            | 0                    | 0                    | 0                  | 0                 | 0                           | 0                 | 0               | 0,43                 | 1,73            | 7,7                  |
| Nombre de jours avec température maximale ≥ 25 °C               | 0               | 0               | 0              | 0,07                 | 2,33                 | 4,63               | 8                 | 7,8                         | 1,33              | 0,1             | 0                    | 0               | 24,27                |
| Nombre de jours avec température maximale ≥ 30 °C               | 0               | 0               | 0              | 0                    | 0,13                 | 0,53               | 1,53              | 1,23                        | 0,03              | 0               | 0                    | 0               | 3,47                 |
| Nombre de jours avec température maximale ≥ 35 °C               | 0               | 0               | 0              | 0                    | 0                    | 0                  | 0,03              | 0,03                        | 0                 | 0               | 0                    | 0               | 0,07                 |
| Pression atmosphérique au niveau de la mer (hPa)                | 1 017,5         | 1 017,1         | 1 015,7        | 1 014,3              | 1 015,3              | 1 016,4            | 1 016,5           | 1 016,5                     | 1 016             | 1 015,2         | 1 015,7              | 1 015,5         | 1 016                |
| Record de la pression la plus basse (hPa) date du record        | 976,3 23/2009   | 962,9 26/1989   | 985 28/1979    | 986,7 18/2004        | 986,6 5/2004         | 994,5 26/1997      | 992,5 10/2000     | 996,2 12/2008               | 990,5 14/1993     | 979,4 11/2000   | 976,6 9/2010         | 973 2/1976      | 962,9 26/2/1989      |
| Record de la pression la plus haute (hPa) date du record        | 1 043,2 30/1989 | 1 042,5 16/2008 | 1 041,8 3/1990 | 1 034,8 21/2002      | 1 033 22/1991        | 1 036,3 8/2005     | 1 030,4 16/1996   | 1 028,9 25/1981,5/1998      | 1 035,9 19/1986   | 1 038,8 22/1983 | 1 040,2 2/2001       | 1 042,1 22/2006 | 1 043,2 30/1/1989    |
| Précipitations (mm)                                             | 71,1            | 52,7            | 72,9           | 53,7                 | 69,3                 | 77,5               | 68,9              | 63,6                        | 62,3              | 68              | 79                   | 78,8            | 817,7                |
| Précipitations les plus basses (mm) année du record             | 2,6 1/1997      | 2,9 2/1890      | 4,2 3/1993     | 0 4/2007             | 1,4 5/1833           | 12,1 6/1976        | 2,2 7/1885        | 10,4 8/1983                 | 1,5 9/1895        | 5,2 10/1975     | 6,5 11/2011          | 6,8 12/1840     | 408,2 1921 1921      |
| Précipitations les plus hautes (mm) année du record             | 143,6 1/1995    | 164 2/2002      | 138,1 3/1988   | 130,6 4/1903         | 145,6 5/1965         | 177,9 6/2009       | 196,5 7/1942      | 231,2 8/1996                | 198,8 9/1984      | 227,1 10/1932   | 174,6 11/1991        | 171,9 12/1999   | 1 076,8 1965 12/1965 |
| Record de pluie en 24 h (mm) date du record                     | 37,2 15/1918    | 31 20/2002      | 29,2 26/1882   | 36,6 24/1903         | 47,3 1/1978          | 65,8 10/1895       | 72,4 10/1942      | 56,7 29/1996                | 48 20/1960        | 60 7/2009       | 60,1 3/1940          | 52,8 6/1900     | 72,4 10/7/1942       |
| Nombre de jours avec précipitations                             | 19,5            | 15,46           | 18,6           | 16,67                | 16,8                 | 16,73              | 14,67             | 14,5                        | 16,33             | 16,77           | 19,07                | 19,7            | 204,79               |
| dont nombre de jours avec précipitations ≥ 1 mm                 | 13              | 9,96            | 13,1           | 10,83                | 11,33                | 11,3               | 9,5               | 8,87                        | 9,9               | 10,6            | 12,7                 | 13,07           | 134,16               |
| dont nombre de jours avec précipitations ≥ 5 mm                 | 5,27            | 3,73            | 5,07           | 4,03                 | 5,1                  | 5,53               | 4,9               | 3,97                        | 3,87              | 4,8             | 5,47                 | 5,6             | 57,33                |
| dont nombre de jours avec précipitations ≥ 10 mm                | 1,63            | 1,17            | 1,57           | 1,13                 | 1,97                 | 2,23               | 2,33              | 1,9                         | 1,73              | 1,83            | 2,43                 | 2,27            | 22,2                 |

## Politique

### Résultats des élections communales depuis 1976
| Partis                         | 10-10-1976 | 10-10-1976 | 10-10-1982 | 10-10-1982 | 9-10-1988 | 9-10-1988 | 9-10-1994 | 9-10-1994 | 8-10-2000 | 8-10-2000 | 8-10-2006 | 8-10-2006 | 14-10-2012 | 14-10-2012 | 14-10-2018 | 14-10-2018 | 13-10-2024 | 13-10-2024 |
| Votes / Sièges                 | %          | 41         | %          | 41         | %         | 41        | %         | 41        | %         | 41        | %         | 41        | %          | 43         | %          | 41         | %          | 43         |
| ------------------------------ | ---------- | ---------- | ---------- | ---------- | --------- | --------- | --------- | --------- | --------- | --------- | --------- | --------- | ---------- | ---------- | ---------- | ---------- | ---------- | ---------- |
| PRL1/LB3/MR2                   | 25,491     | 11         | 30,051     | 15         | 39,831    | 17        | 41,713    | 20        | 54,231    | 26        | 45,432    | 21        | 47,322     | 21         | 32,512     | 16         | -          |            |
| PS                             | 12,44      | 5          | 10,81      | 5          | 12,26     | 4         | 10,7      | 4         | 10,25     | 4         | 13,61     | 5         | 13,25      | 5          | 7,75       | 3          | 13,51      | 6          |
| Liste du Bourgmestre           | -          |            | -          |            | -         |           | -         |           | -         |           | -         |           | -          |            | -          |            | 39,78      | 19         |
| PSC/cdH/Les Engagés1           | 18,07      | 7          | 17,55      | 8          | 17,69     | 7         | 12,34     | 5         | 6,67      | 2         | -         |           | 8,891      | 3          | 7,511      | 2          | 11,16      | 4          |
| ECOLO/V.E.R.T.S.1/Ecolo-Groen2 | -          |            | 6,72       | 2          | 4,211     | 0         | 9,23      | 3         | 17,8      | 7         | 13,9      | 6         | 16,732     | 7          | 26,802     | 13         | 21,58      | 10         |
| FDF/Défi1                      | 34,66      | 16         | 19,58      | 9          | 15,05     | 6         | 15,81     | 7         | 6,91      | 2         | -         |           | 13,81      | 5          | 13,281     | 6          |            |            |
| Vlaams Blok                    | -          |            | -          |            | -         |           | 0,99      | 0         | 1,83      | 0         | -         |           | -          |            | -          |            | -          |            |
| CVP                            | -          |            | 2,45       | 0          | -         |           | -         |           | -         |           | -         |           | -          |            | -          |            | -          |            |
| Uccle et Avant                 | -          |            | -          |            | -         |           | -         |           | -         |           | -         |           | -          |            | -          |            | 10,40      | 4          |
| VU                             | -          |            | -          |            | -         |           | 0,85      | 0         | -         |           | -         |           | -          |            | -          |            | -          |            |
| VEU/UKKEL1                     | 6,16       | 2          | 2,35       | 0          | 4,171     | 0         | -         |           | -         |           | -         |           | -          |            | -          |            | -          |            |
| FN                             | -          |            | -          |            | -         |           | 5,74      | 2         | 1,39      | 0         | 3,38      | 0         | -          |            | -          |            | -          |            |
| PFN                            | -          |            | -          |            | 2,09      | 0         | -         |           | -         |           | -         |           | -          |            | -          |            | -          |            |
| UDRT-RAD                       | -          |            | 5,39       | 2          | -         |           | -         |           | -         |           | -         |           | -          |            | -          |            | -          |            |
| PCB-KPB/PCB-KP1                | 3,17       | 0          | 1,011      | 0          | -         |           | -         |           | -         |           | -         |           | -          |            | -          |            | -          |            |
| AU                             | -          |            | 3,25       | 0          | -         |           | -         |           | -         |           | -         |           | -          |            | -          |            | -          |            |
| Preservons Engeland            | -          |            | -          |            | -         |           | -         |           | -         |           | 2,06      | 0         | -          |            | -          |            | -          |            |
| Union Communale                | -          |            | -          |            | -         |           | -         |           | -         |           | 20,25     | 9         | -          |            | -          |            | -          |            |
| Uccle en Avant                 |            |            |            |            |           |           |           |           |           |           |           |           |            |            |            |            | 9,44       | 3          |
| Autres(*)                      | -          |            | 0,85       | 0          | 0,16      | 0         | 2,64      | 0         | 0,92      | 0         | 1,37      |           | -          |            | 2,71       | 0          | -          |            |
| Total des votes                | 48892      | 48892      | 46369      | 46369      | 43305     | 43305     | 39530     | 39530     | 38824     | 38824     | 40252     | 40252     | 39314      | 39314      | 40170      | 40170      | 40241      | 40241      |
| Participation %                |            |            |            |            | 85,35     | 85,35     | 84,24     | 84,24     | 82,94     | 82,94     | 84,93     | 84,93     | 82,11      | 82,11      | 83,38      | 83,38      | 81,03      | 81,03      |
| Votes blancs ou nuls %         | 3,82       | 3,82       | 4,19       | 4,19       | 4,35      | 4,35      | 3,69      | 3,69      | 3,07      | 3,07      | 3,32      | 3,32      | 4,20       | 4,20       | 4,49       | 4,49       | 5,34       | 5,34       |

 (*) 1982: FAL, PUL, UDB1988: PTB-PVA 1994: MDC, PLUS, PPU, PTB-PVA, UCCLE 2000: PROSEC, PTB-PVA 2006: Belg.Unie-BUB, Independants Ucclois 

### Législature actuelle (2024 - 2030)
| Collège communal  |                   |                                 |
| ----------------- | ----------------- | ------------------------------- |
| Bourgmestre       | Boris Dilliès     | MR - Liste du Bourgmestre       |
| 1er Échevine      | Valentine Delwart | MR - Liste du Bourgmestre       |
| 3e Échevin        | Jonathan Biermann | MR - Liste du Bourgmestre       |
| 4e Échevine       | Maëlle De Brouwer | Ecolo - ECOLO-GROEN             |
| 5e Échevine       | Carine Gol-Lescot | MR - Liste du Bourgmestre       |
| 6e Échevine       | Odile Margaux     | Liste du Bourgmestre            |
| 7e Échevin        | Jean-Luc Vanraes  | Open VLD - Liste du Bourgmestre |
| 8e Échevine       | Diane Culer       | MR - Liste du Bourgmestre       |
| Président du CPAS | Michel Cohen      | MR - Liste du Bourgmestre       |

### Liste des bourgmestres d'Uccle
- Albert Van der Kindere (1854-1859)
- Louis De Fré (1864-1872)
- Louis De Fré (1879-1880)
- Victor Allard (1895-1900)
- Léon Vanderkindere (1899-1906)
- Paul Errera (1912-1921)
- Xavier De Bue (1909-1912 et 1921-1925)
- Georges Ugeux (1925-1926)
- Jean Vander Elst (1926-1933)
- Joseph Divoort (1933-1938)
- Jean Herinckx (1939-1952)
- R. De Keyser (1952-1964)
- Jacques Van Offelen (PLP) (1965-1981)
- André Deridder (PRL) (1981-2000)
- Claude Desmedt (MR-FDF) (2001-2006)
- Armand De Decker (bourgmestre empêché) (MR) (2006-2007)
  - Claude Desmedt (bourgmestre faisant fonction) (MR-FDF) (2006-2007)
- Armand De Decker (MR) (2007-2017).
  - Marc Cools (MR) (2017-2017), ad interim[14],[15]
- Boris Dilliès (MR) (2017-...) [16],[17]

## Citoyens d'honneur
- 2007 : Martin Gray (°1922-2016), écrivain ;
- 2008 : baron Philippe Roberts-Jones (°1924-2016), conservateur ;
- 2009 : Salvatore Adamo (°1943), auteur, compositeur, interprète de chansons ;
- 2011 : comte Jean-Pierre de Launoit (1935-2014), président du Concours Reine Elisabeth.

## Personnalités

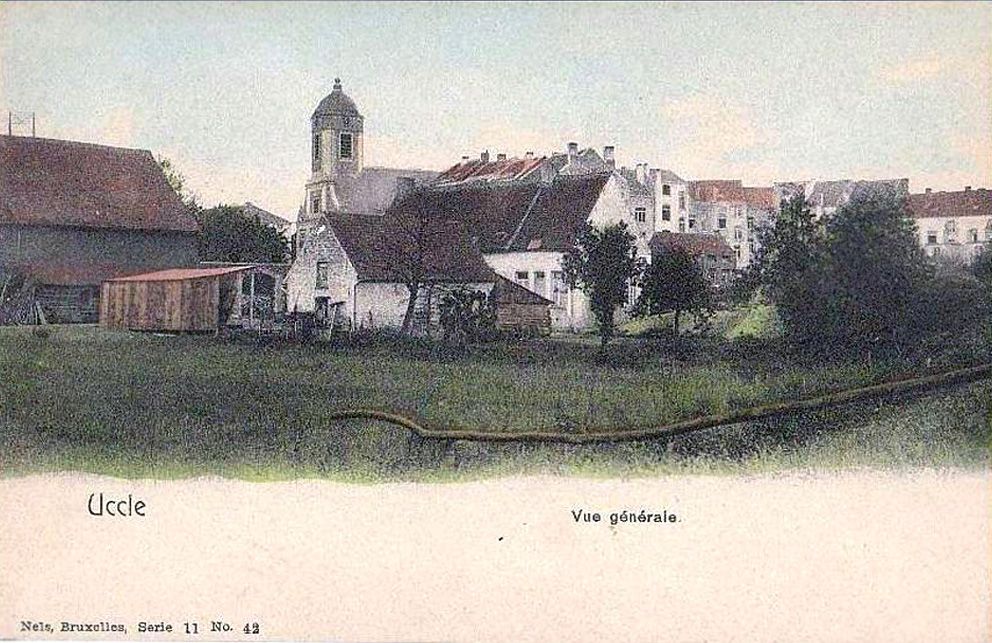
Uccle en 1905.

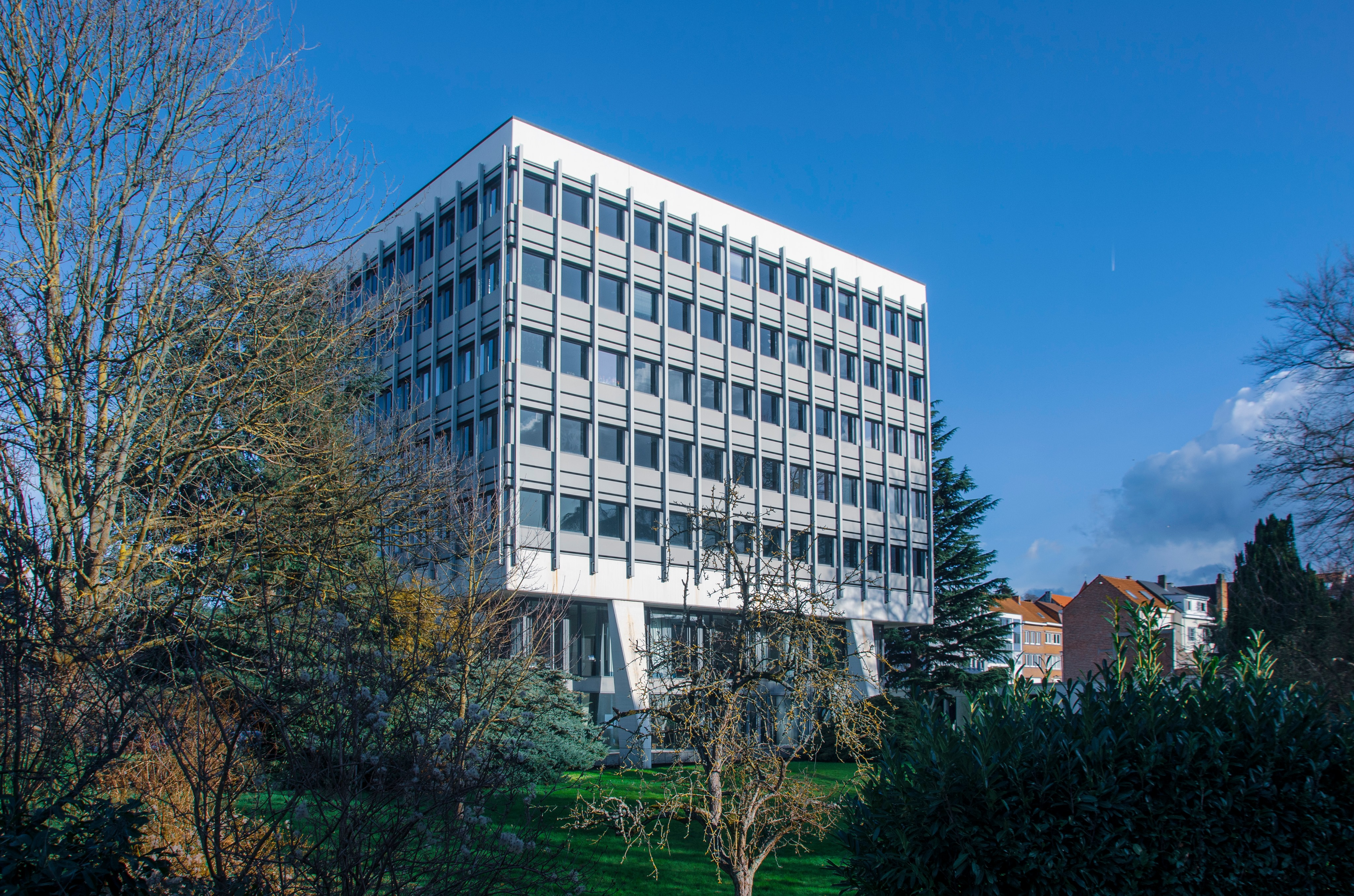
L'immeuble Croix-Rouge.

### Nés à Uccle
- La reine Mathilde (née en 1973), épouse de Philippe, roi des Belges
- Marie Cappart (née en 1975), historienne, généalogiste et auteure belgo-britannique.
- Tatiana Silva Braga Tavares (née en 1985), présentatrice, animatrice radio, mannequin, belge d'origine capverdienne
- Jill Vandermeulen (née en 1987), animatrice radio et mannequin italo-flamande
- Jacques Neirynck (1931-2025), professeur honoraire de l'École polytechnique fédérale de Lausanne (EPFL), écrivain et personnalité politique naturalisé suisse
- Ketty Nivyabandi, poète, journaliste et militante des droits humains burundaise
- Jacques Tits (1930-2021), mathématicien
- Élisabeth Burdot (1940-2021), journaliste
- Sonja Eggerickx (née en 1947), humaniste laïque, présidente de l'Union humaniste et éthique internationale
- Pierre Debatty (1966- ), artiste-peintre
- Barbara Mertens (1968-2021), journaliste

Arts
- Helena (née en 2002), chanteuse
- Suzanne Christy (1904-1974), principale vedette féminine belge du cinéma muet
- François Damiens (né en 1973), acteur
- Giles Daoust (né en 1979), réalisateur de cinéma
- Robert Denoël (1902-1945), éditeur
- Josine des Cressonnières (1926-1985), styliste, figure clé du développement du design belge
- Pierre Efratas (né en 1951), écrivain
- Jean-Michel Folon (1934-2005), artiste peintre
- Yves Ghiaï de Chamlou (né en 1957- ), architecte
- Ivan Govar (1935-1988), réalisateur de cinéma
- Anouk Grinberg (née en 1963), actrice française
- Damien Jalet (né en 1976), danseur et chorégraphe de danse contemporaine
- Frédéric Jannin (né en 1956), dessinateur de bandes dessinées, humoriste et musicien
- Marie Kremer (née en 1982), actrice
- Joachim Lafosse (né en 1975), réalisateur de cinéma, scénariste, auteur et metteur en scène
- Jean-Pierre Maury (né en 1948), peintre belge et français
- François Muir (1955-1997), écrivain
- Olivier Paques (né en 1977), dessinateur de bandes dessinées
- Pol Quadens (né en 1960), designer
- Olivier Strebelle (1927-2017), sculpteur
- Geert van Istendael (né en 1947), écrivain
- Jacques Landrain (1953-2009), dessinateur de BD, auteur de Digitaline
- Jacqueline Mesmaeker (1929-2023), artiste
- Roméo Elvis (né en 1992), rappeur belge
- Angèle (née en 1995), chanteuse
- Richard Ruben (né en 1967), humoriste
- Bernard Degavre (né en 1954), auteur-compositeur-interprète
- Philippe Graton (né en 1961), auteur et photographe français
- Pierre de Maere (né en 2001), auteur-compositeur-interprète

Sports
- Roger DeCoster (né en 1944), pilote de motocross
- Arnould Flecy (né en 1933), coureur cycliste
- Vincent Kompany (né en 1986), footballeur international formé au RSC Anderlecht et désormais entraîneur
- Youri Tielemans (né en 1997), footballeur international

### Morts à Uccle

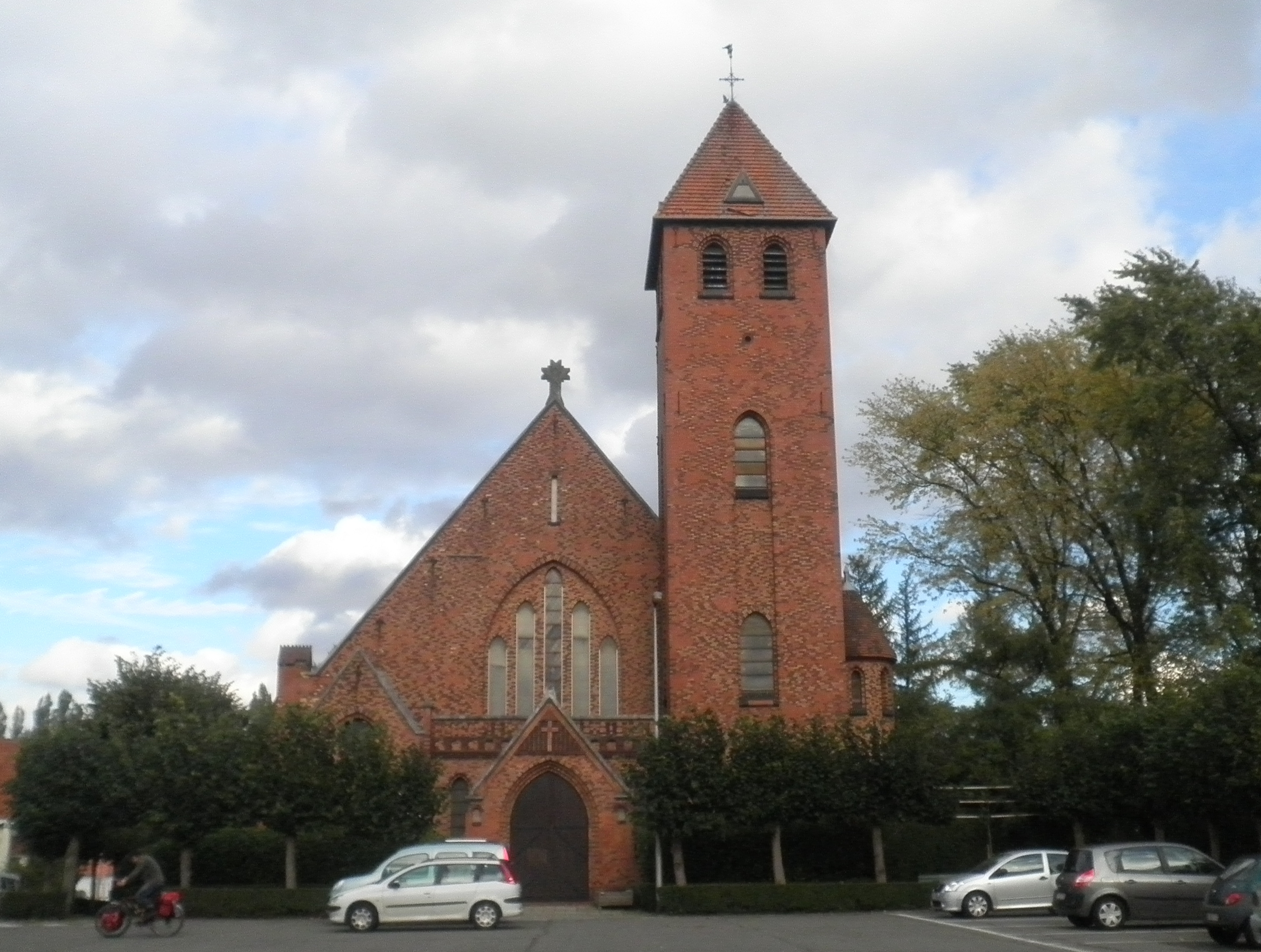
Uccle, église Saint-Joseph.

Voici une liste de personnalités mortes à Uccle (classées par date chronologique de décès) :
- Auguste Danse (1829-1929), graveur
- Henri Pirenne (1862-1935), historien
- Alexandre Struys (1852-1941), artiste-peintre belge
- Gaston Van Landeghem (1883-1948), peintre
- Jeanne Delaunoy (1881-1953), infirmière belge durant la Première guerre mondiale
- Blanche Rousseau (1875-1949), femme de lettres
- Léandre Grandmoulin, (1873-1957), sculpteur belge
- Jef Dutilleux (1876-1960), artiste-peintre
- Charles Hens (1898-1968), organiste, compositeur, pédagogue
- Louis Pevernagie (1904- 1970), peintre
- Marquis (Robert) de Wavrin de Villers-au-Tertre (1888-1971), ethnologue-explorateur belge en Amazonie, pionnier du cinéma belge.
- Jean-Louis Daubechies (1895-1986), général-major de l'armée.
- André Willequet (1921-1998), sculpteur dont de nombreuses œuvres sont exposées dans Bruxelles et à la villa van Dooren
- Andrée Grandjean (1910-1999), avocate et résistante
- Albert Demuyser (1920-2003), artiste peintre belge
- Guy Spitaels (1931-2012), politicien du parti socialiste belge
- Émile Souply (1933-2013), sculpteur

### Autres liens
- Salvatore Adamo (1943- ), auteur, compositeur, interprète de chansons
- Victor Allard (1840-1912), banquier et homme politique, bourgmestre d'Uccle de 1895 à 1900
- Jacques Brel (1929-1978), auteur, compositeur, interprète, acteur, réalisateur... a habité le quartier Churchill
- Joseph Divoort, bourgmestre d'Uccle de 1933 à 1938
- René Gobert (1893-1943), ancien combattant de 1914, lieutenant ARA fusillé par les Allemands en 1943, une avenue d'Uccle porte son nom depuis 1945
- Andrée (Nadine) Dumon (1922-2025), résistante, une des fondatrices du Réseau Comète, a été citoyenne d'honneur d'Uccle (3 septembre 1994)
- Baron Léon Janssen (1849-1923), président du comité exécutif de l’exposition universelle de Bruxelles 1910, administrateur directeur général de la compagnie des Tramways Bruxellois de 1888 à 1921, vice-gouverneur de la Société générale de Belgique
- Henry Van de Velde (1863-1957), architecte, construisit en 1895 la villa le Bloemenwerf pour son habitation personnelle, avenue Vanderaey, 80, où il résida jusqu'en 1900.
- Waldemar Kita (1954- ), président du Football Club de Nantes, ex-président du Lausanne Sport
- Erik Pevernagie (1939), peintre
- Axelle Red (1968- ), chanteuse belge
- Philippe Samyn (1948- ), architecte
- Toots Thielemans (1922-2016), musicien de jazz
- Bernard Arnault y a habité
- Arthur (Jacques Essebag) y réside
- Roger Bodart et Marie-Thérèse Bodart, écrivains, y ont habité (72 avenue Beau-Séjour), notamment durant la 2e Guerre mondiale, où ils ont organisé les "Soirées de Beau-Séjour" (avec les écrivains Jean Tordeur, Charles Bertin, Jean Mogin et Lucienne Desnoues, Serge Young, ainsi que Chaïm Perelman et son épouse - que les Bodart ont caché dans cette maison afin que le couple Perelman échappe au nazis).

## Quartiers d'Uccle

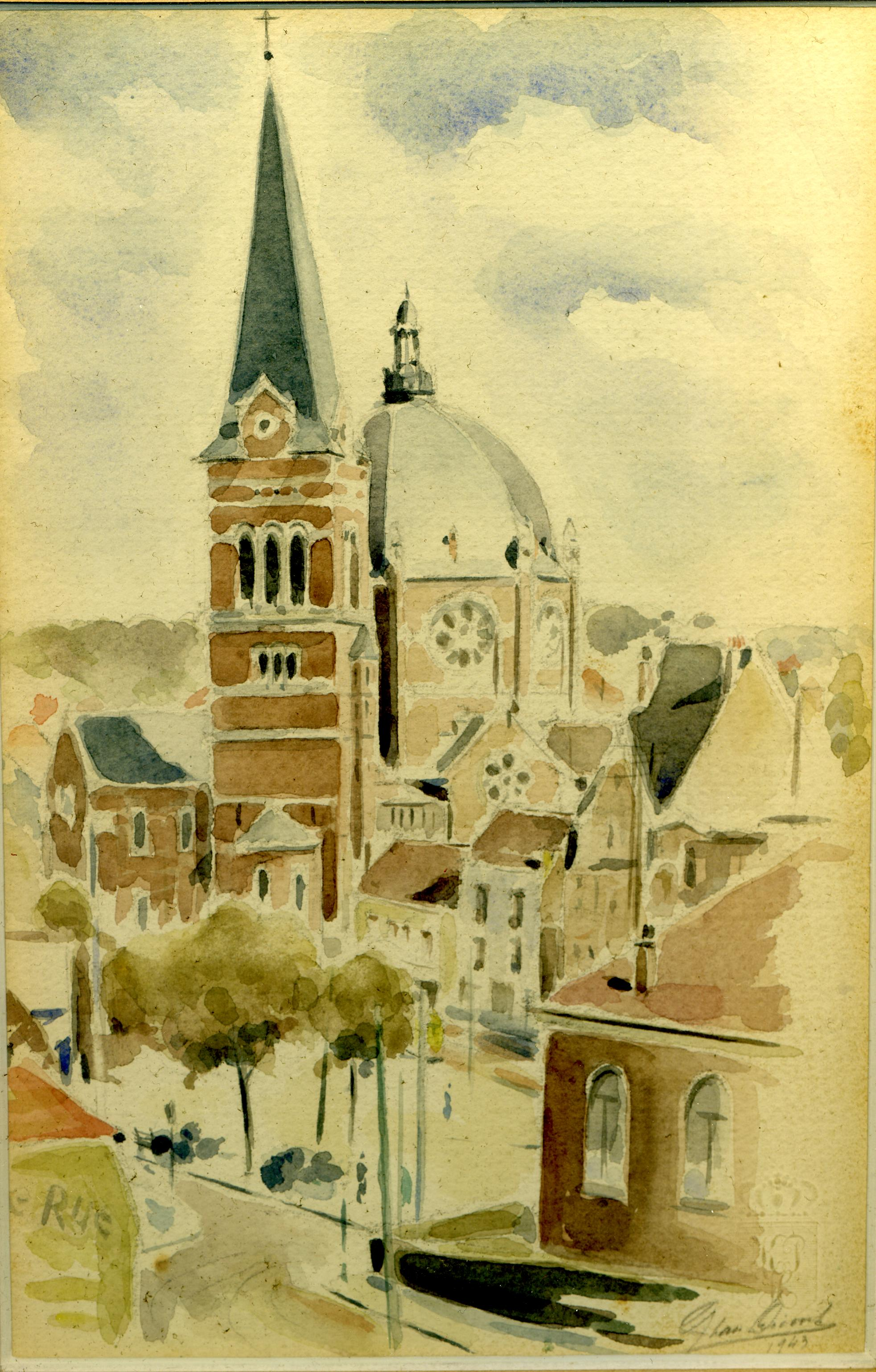
L'église Saint-Job, à Uccle (aquarelle par Léon van Dievoet).

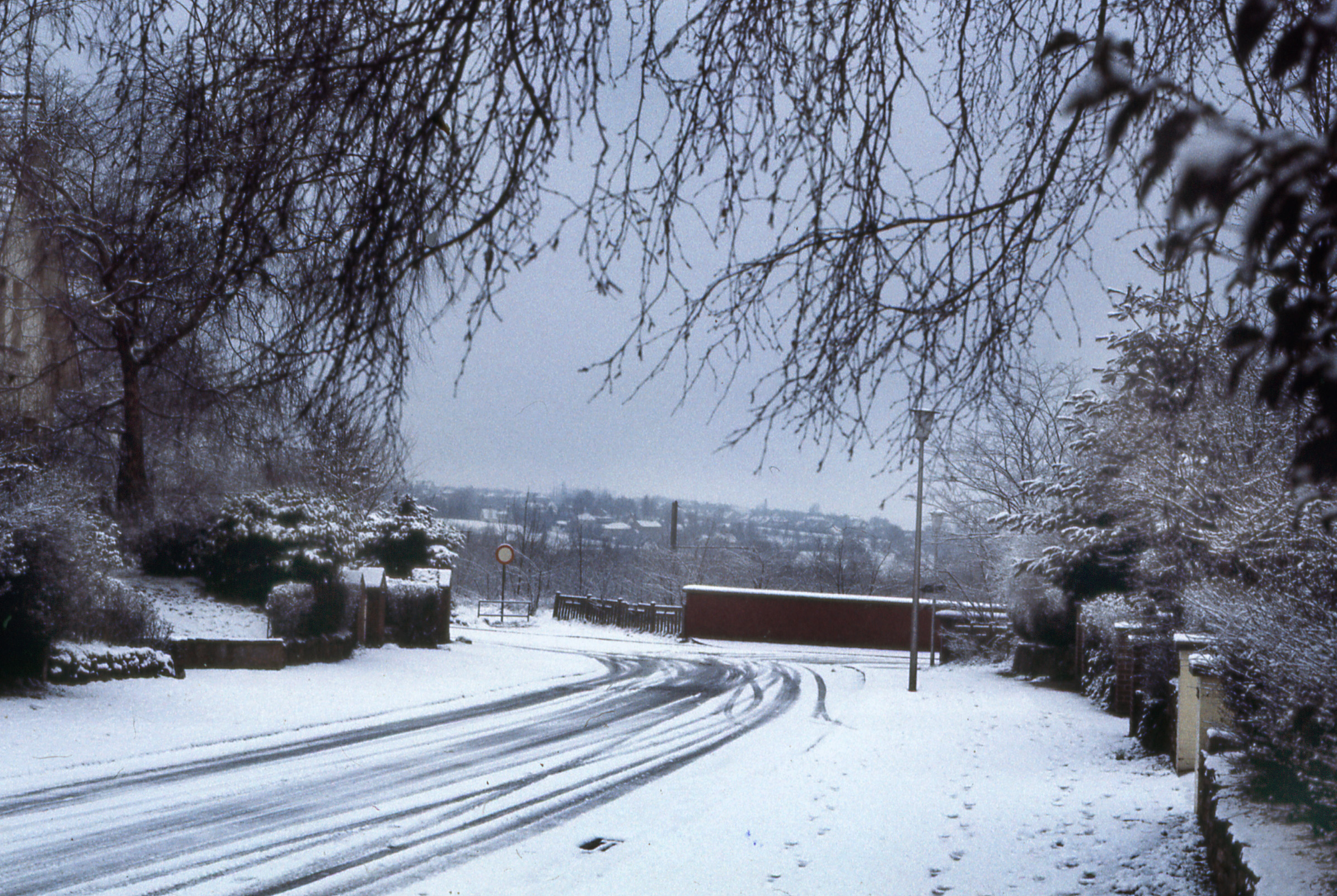
Hiver à Uccle. Kriekenput.

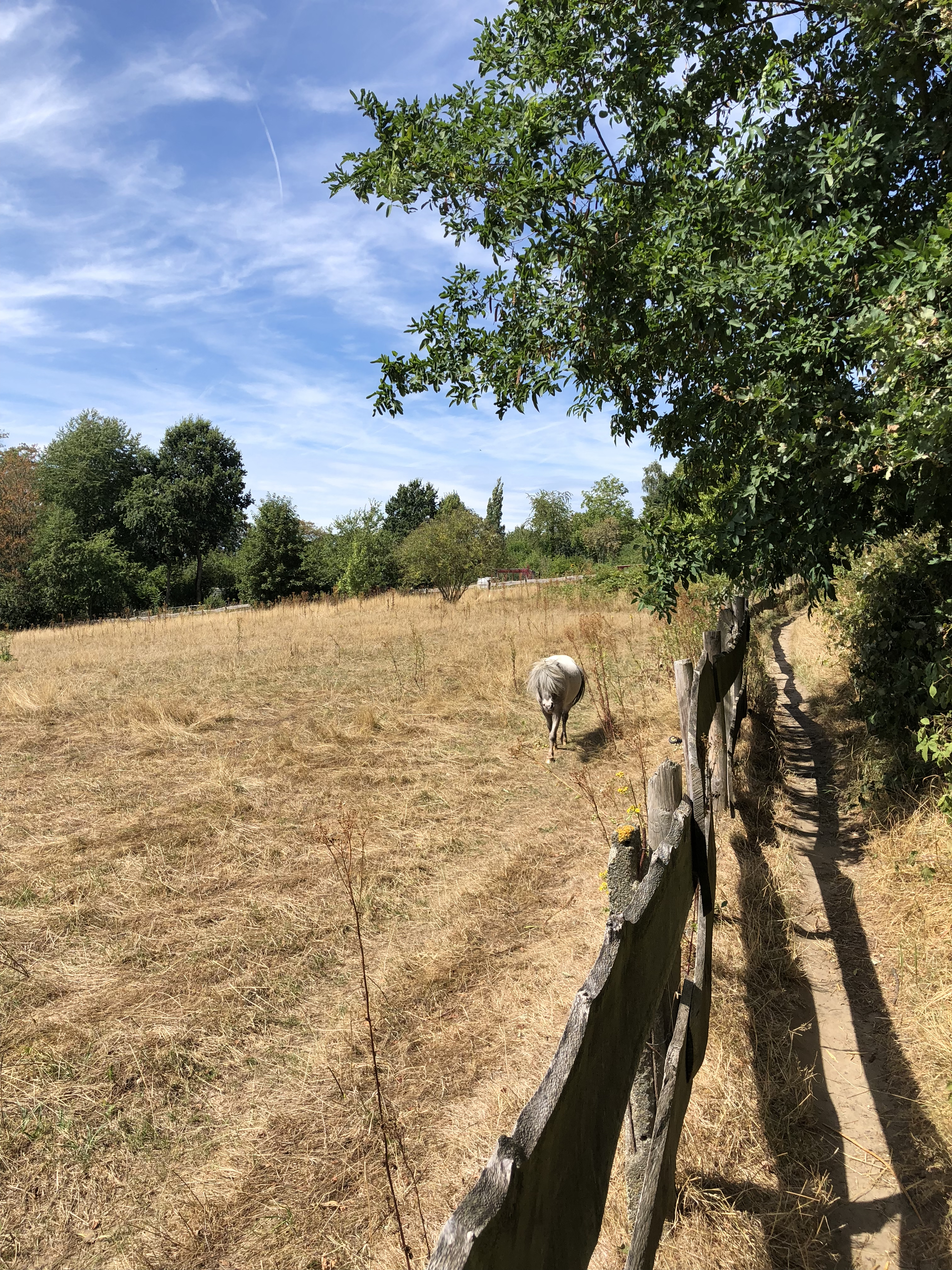
Le plateau Avijl.

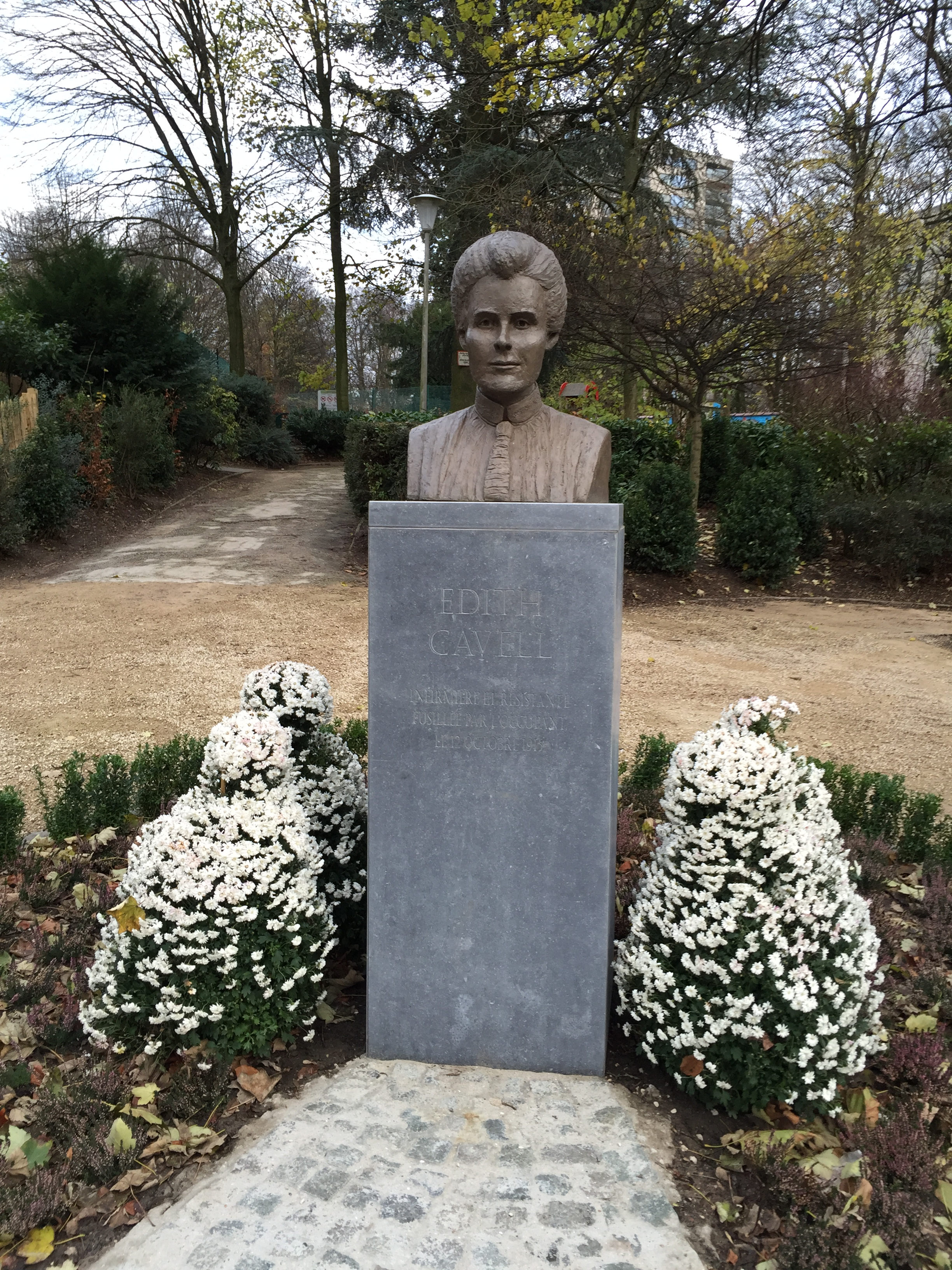
Centenaire du décès d'Edith Cavell au Parc Montjoie, par la sculptrice belge Nathalie Lambert (Uccle, 2015).

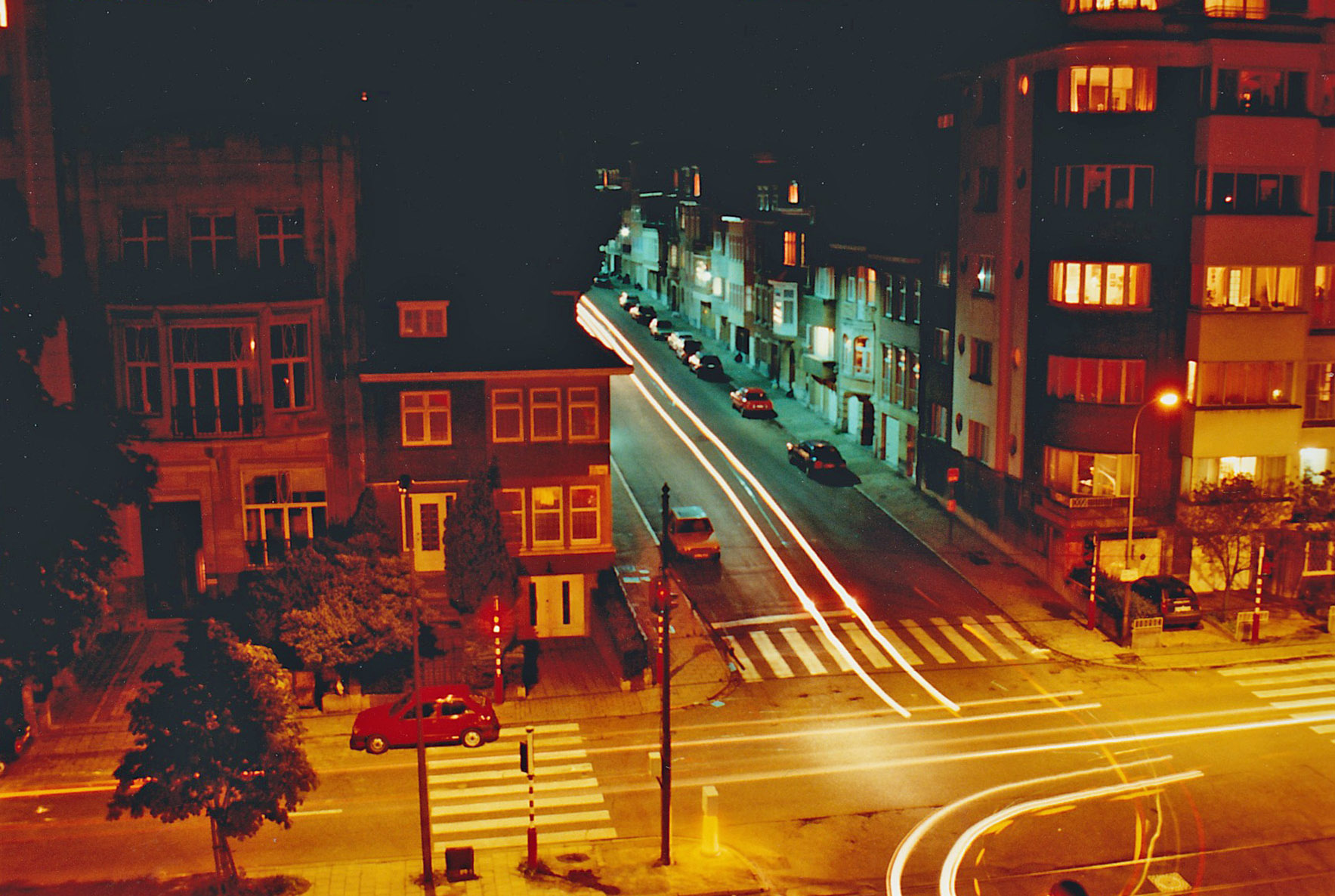
L'avenue Winston Churchill, vue de nuit.

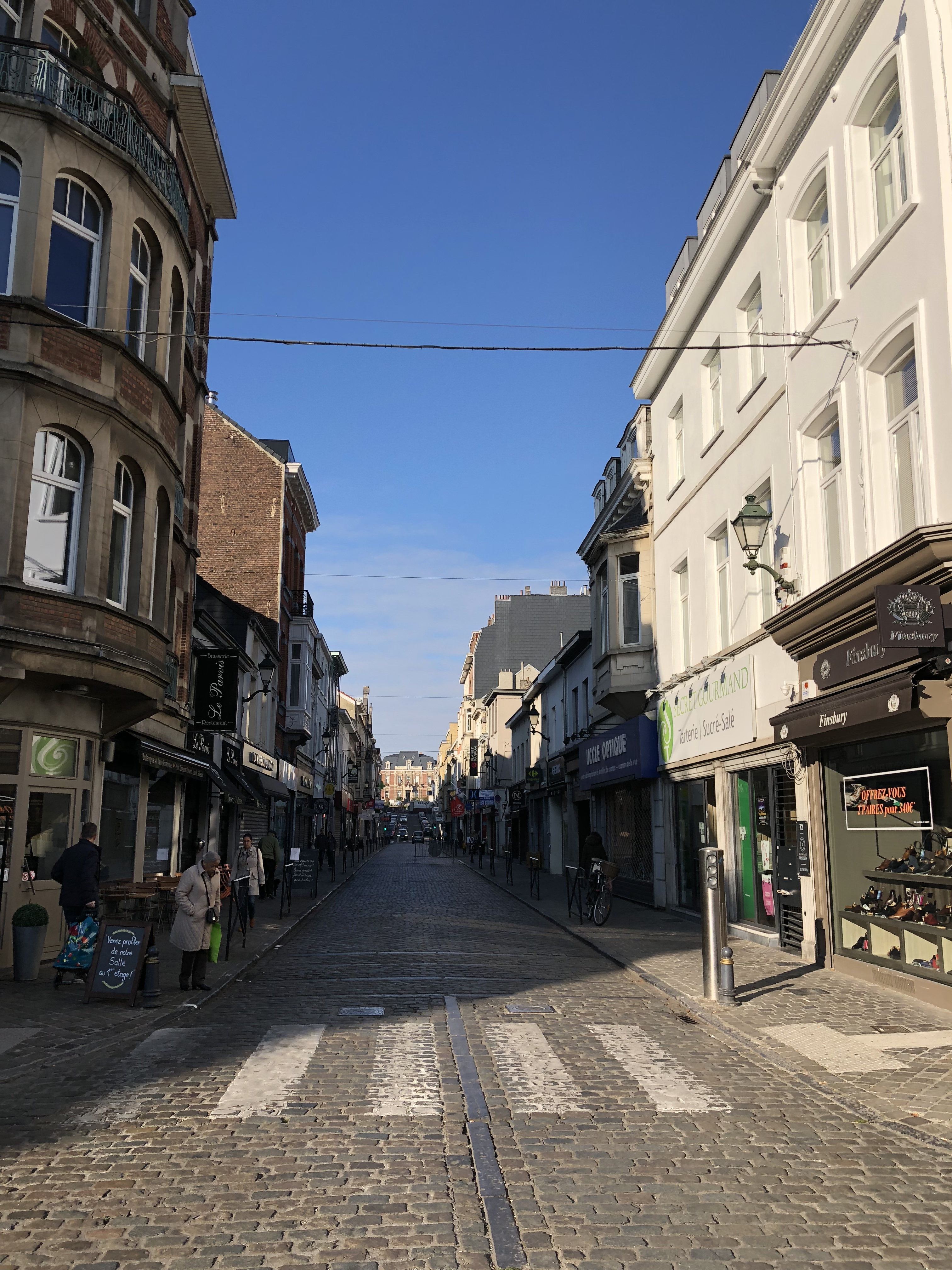
La rue Xavier De Bue et, au fond, la maison communale.

- Quartier Churchill, quartier résidentiel à proximité de la forêt de Soignes.
- Quartier du Chat, ce quartier vit la construction d'une des premières cités-jardins construite par l'architecte Joseph Poelaert pour reloger les locataires des Marolles[18] qui avaient été expropriés par le gouvernement afin de construire le Palais de Justice.
- Quartier du Prince d'Orange : nom puisé à l'origine de l'Avenue du Prince d'Orange qui se trouve à l'extrême sud de la commune et, par extension, nom donné aux rues voisines de celle-ci. Ce quartier est considéré comme le plus riche de la commune car il est composé en partie de villas à quatre façades aux dimensions imposantes (châteaux). Il est uniquement résidentiel et jouit de beaucoup de tranquillité car la circulation n'y est guère dense. Les prix de ce quartier sont considérés comme les plus élevés de la commune. C'est d'ailleurs un des seuls endroits à Bruxelles qui a vu fleurir des agences de sécurité privées pour la surveillance des maisons. Ce quartier jouxte celui du Fort Jaco.
- Le Vivier d'Oie est un quartier résidentiel, à proximité de la place Saint-Job et de la Forêt de Soignes. Ce quartier offre plusieurs restaurants renommés comme la Villa Lorraine.
- Le Fort Jaco : quartier paisible et favorisé du sud d'Uccle. Il est composé de nombreux magasins. Sa situation géographique (non loin du Prince d'Orange et de la place de Saint-job) lui apporte une population aisée. Quartier vivant principalement la semaine et le samedi, il est hélas fort embouteillé. Cependant, l'heure de pointe passée, le quartier redevient paisible.
- Saint-Job : quartier se situant non loin de la chaussée de Waterloo. Il se concentre autour d'une place une multitude de petits commerces. Le quartier rappelle le petit village qu'il était autrefois car en prenant certains sentiers partant de la place, on arrive dans des espaces verts ou des prairies. L'église néogothique Saint-Job est une œuvre de la main des architectes Anversois Jules Bilmeyer et Van Riel.
- Uccle-centre : situé près de la chaussée d'Alsemberg et de la maison communale c'est un quartier vivant et il s'y trouve beaucoup de petits commerces. On y trouve à toute heure de la journée, une foule, assez dense, venue faire ses achats. En semaine, de nombreux collégiens, venant des écoles avoisinantes, s'y croisent. La maison communale d'Uccle ne se trouve pas très loin en face de l'église Saint-Pierre en suivant la rue Xavier de Bue.
- Quartier du Homborch-Kriekenput : des cités-jardins à caractère social ont commencé à y être construites dans les années 1920. La rue du Kriekenput traverse tout ce quartier et fait référence aux cerisiers, sauvages et cultivés, qui poussaient sur une grande partie de ce plateau qui n'étaient que champs et vergers. Ce quartier est aussi un des plus hauts points de Bruxelles.
- Le Dieweg : quartier axé sur le Dieweg, rue s'étendant de l'Observatoire à la gare de Calevoet. Le quartier en soi est plutôt centré sur le haut du Parc du Wolvendael, le Cimetière du Dieweg et les commerces qui le bordent. C'est un quartier aisé, bien qu'on y retrouve une certaine mixité sociale.
- Stalle :  quartier situé dans le nord-ouest de la commune, près de la limite avec Forest.

## Voies d'Uccle
- Liste des rues d'Uccle

## Espaces verts

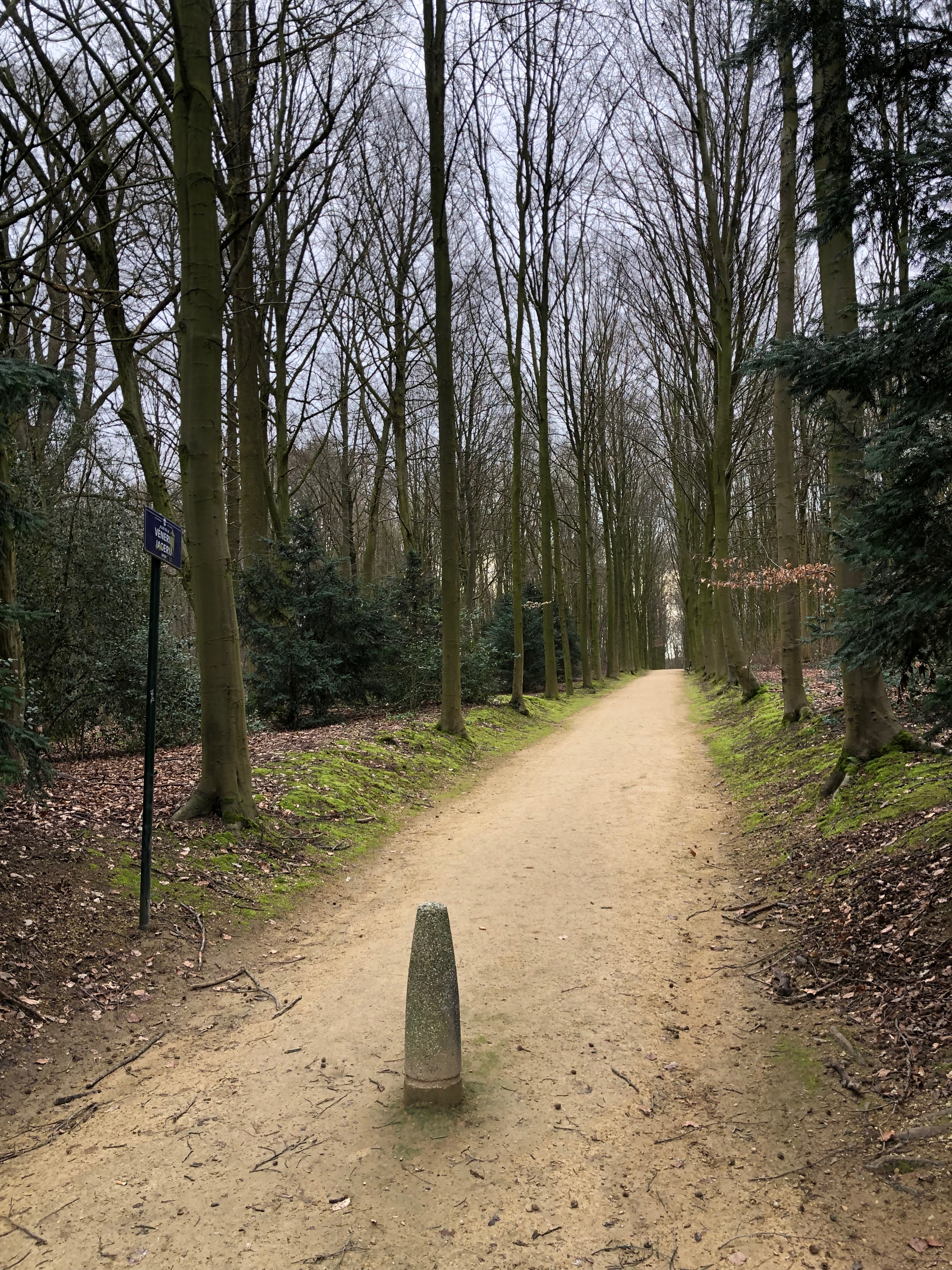
Allée de la Vénerie dans le bois de la Cambre.

- Le plateau Avijl : site champêtre d'une superficie d'un peu plus de 8,5 ha, qui se compose d'un subtil mélange de potagers, de prairies et de deux zones boisées. Depuis peu, un projet de construction y a vu le jour menaçant le parc. L'association Protection et avenir d'Avijl a pour but de sauvegarder le site champêtre existant, en respectant son caractère rural, en préservant l'équilibre de sa faune et de sa flore, en développant son rôle social et éducatif. Ouverte à tous, l'association regroupe toutes les sensibilités et toutes les composantes des habitants du quartier, qui se sont unis pour mieux défendre le plateau.
- Le bois de la Cambre : véritable poumon vert du sud de Bruxelles, il se situe à l'intersection de plusieurs communes. Le weekend, il est agréable de s'y promener et d'y rencontrer une population très hétérogène allant du sportif recherchant la forme à la petite promenade dominicale en famille ou encore au musicien souhaitant faire part de ses talents. Le dimanche, les routes bitumées du bois se vident de leurs voitures pour laisser place aux vélos et aux patins à roulettes. Le vélo est d'ailleurs à l'honneur tous les ans, aux environs du mois de mars, à l'occasion des 24 h vélo du Bois de la Cambre, manifestation organisée par une association sans but lucratif composée d'actuels et anciens animateurs de mouvements de jeunesse.

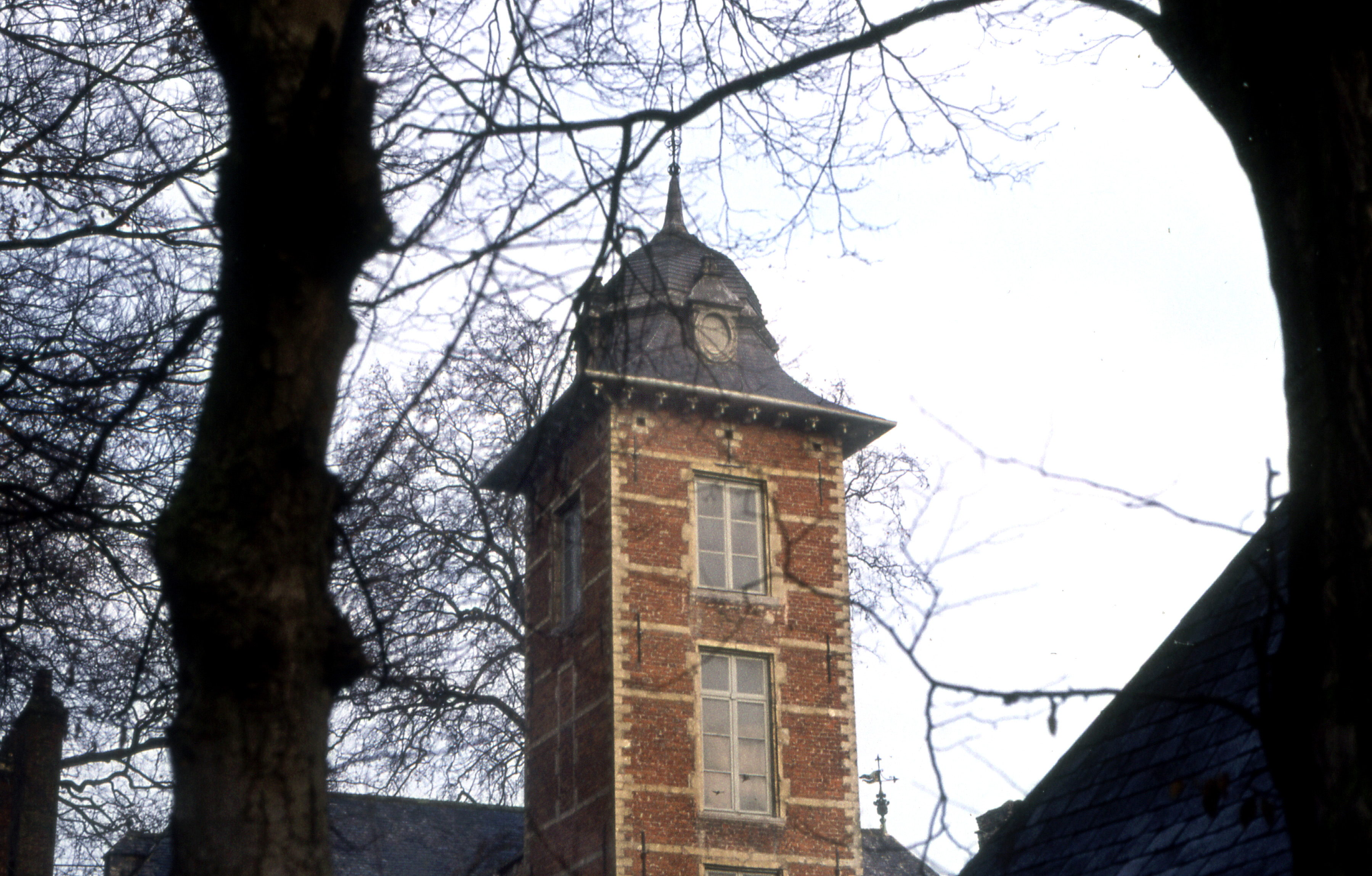
Tour du Papenkasteel.

- Le Kauwberg : plus grand espace semi-naturel de la commune, il s'agit d'un site boisé, classé Natura 2000, sur d'anciennes prairies, terres agricoles et carrières de sable.

- Le parc de la Sauvagère : situé entre le Kauwberg et le plateau Engeland
- Le parc Montjoie :

- Le parc Brugmann :

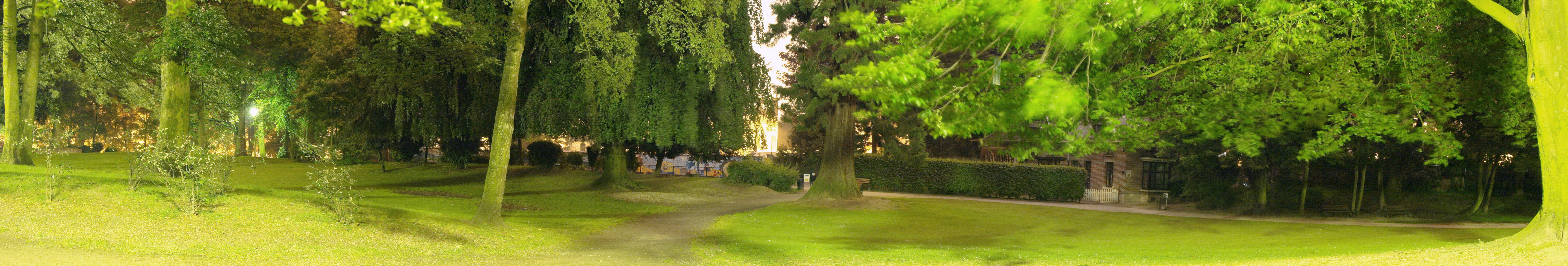
Panorama de nuit du parc Montjoie.

- Le parc de Wolvendael et son pavillon de style Louis XV d'époque : avant d'être vendus à la commune d'Uccle par le baron Léon Janssen, le château et le parc de Wolvendael ont appartenu à la famille Coghen, dont descend la reine Paola. Ses grands-parents paternels, le prince Ruffo di Calabria et Laure Mosselman du Chenoy, se sont mariés au château de Wolvendael en 1877.
- Le parc Raspail :
- Le bois du Wolvenberg (Keyenbempt) :
- Le Kinsendael/Kriekenput et le plateau Engeland :
- Le parc Fond'Roy :
- Les bois de Verrewinkel et de Buysdelle :
- Le domaine du Moulin du Nekkersgat.
- Le carré Tillens, à cheval sur Uccle et Forest.

## L'enseignement à Uccle

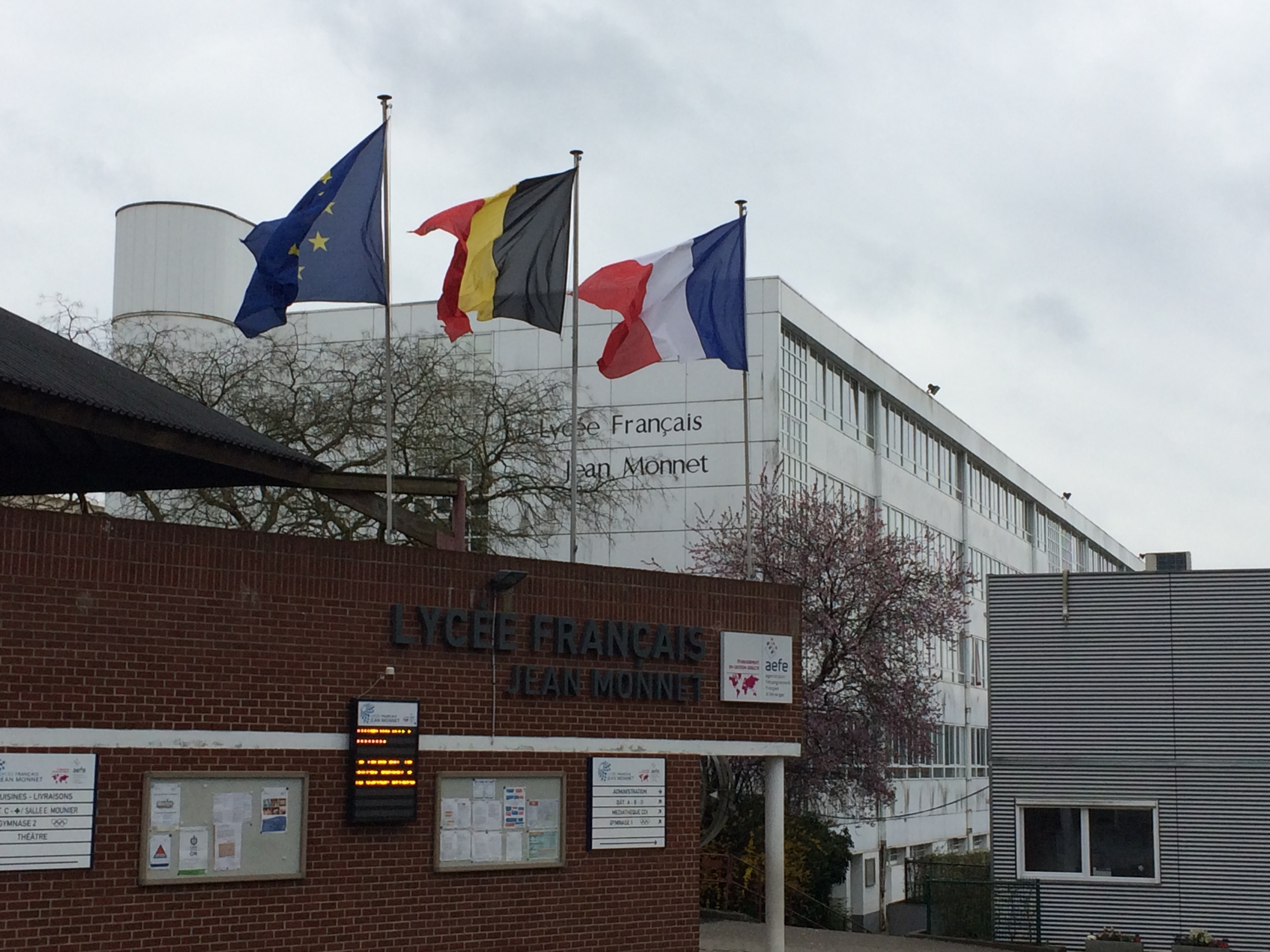
Lycée français Jean-Monnet.

- L'enseignement primaire est composé de plusieurs écoles communales (Homborch, St Job, Val Fleuri, Verrewinkel, Messidor, Uccle-Centre, Eglantiers, Longchamps, ...) mais aussi d'écoles privées (Regina Pacis , etc.), d'écoles libres non confessionnelles (Hamaïde, Decroly, Plein Air, École Active), de confession catholique (Saint-Vincent de Paul, Saint-Joseph, Saint-Paul, Notre Dame de la Consolation, Institut Montjoie…).
- L'enseignement officiel est représenté par trois athénées : deux athénées francophones, l'Athénée royal d'Uccle 1 (situé près de l'Observatoire royal de Belgique) et l'Athénée Royal d'Uccle 2 (situé près de la gare de Linkebeek et de l'école communale du Homborch) ; et un athénée néerlandophone, le Koninklijk Atheneum Ukkel.
- L'enseignement du réseau libre subventionné est représenté par le Collège Saint-Pierre (d'Uccle), l'École Montjoie, l'école Notre Dame des Champs, l'École Decroly, l'École Hamaïde, l'École Plein Air et l'École Active.
- À cela s'ajoutent des écoles internationales, le Lycée français de Bruxelles Jean Monnet, l'École européenne de Bruxelles (Uccle) I…
- Uccle compte encore plusieurs établissements d'enseignement supérieur : IEPSCF, EFAP, HE2B, ISES, De Fré, ISTI…

## Jumelage
- Neuilly-sur-Seine (France)
- Carthage (Tunisie)

## Folklore
- Foire annuelle de St-Job, le troisième samedi du mois de septembre (concours d'animaux de la ferme, animations pour les enfants, fête foraine, brocante, artistes de rue et fanfares)
- Les 10 km d'Uccle, le premier dimanche du mois précédant les 20 km de Bruxelles, est une course (créée en 2008 par l'échevin Boris Dilliès) à travers les rues d'Uccle qui part de et arrive au Parc de Wolvendael.

## Climat
Uccle a un climat de type Cfb (océanique) avec comme record de chaleur 38,8 °C (le 27 juin 1947) et comme record de froid −21,1 °C (le 25 janvier 1881). La température moyenne annuelle est de 10,4 °C.
| Mois                              | jan.  | fév.  | mars  | avril | mai  | juin | jui. | août | sep. | oct. | nov.  | déc.  | année |
| --------------------------------- | ----- | ----- | ----- | ----- | ---- | ---- | ---- | ---- | ---- | ---- | ----- | ----- | ----- |
| Température minimale moyenne (°C) | 0,8   | 0,6   | 3     | 4,9   | 8,9  | 11,6 | 13,7 | 13,4 | 10,9 | 7,6  | 3,7   | 2     | 6,8   |
| Température moyenne (°C)          | 3,2   | 3,6   | 6,5   | 9     | 13,3 | 15,8 | 18   | 18   | 14,8 | 11   | 6,5   | 4,3   | 10,4  |
| Température maximale moyenne (°C) | 5,6   | 6,5   | 9,9   | 13,1  | 17,7 | 20   | 22,3 | 22,4 | 18,7 | 14,4 | 9,1   | 6,5   | 13,9  |
| Record de froid (°C)              | −21,1 | −18,3 | −13,6 | −5,7  | −2,2 | 0,3  | 4,4  | 3,9  | 0    | −6,8 | −12,8 | −17,7 | −21,1 |
| Record de chaleur (°C)            | 15,3  | 20    | 24,2  | 28,7  | 34,1 | 38,8 | 39,7 | 36,5 | 34,9 | 27,8 | 20,4  | 16,7  | 38,8  |
| Précipitations (mm)               | 71,1  | 52,7  | 72,9  | 53,7  | 69,3 | 77,5 | 68,9 | 63,6 | 62,3 | 68,1 | 79,1  | 78,8  | 817,8 |